# ضد احتقان
ضداحتقان (به انگلیسی: Decongestant) یا ضداحتقان بینی، به دارویی گفته می‌شود که برای کاهش احتقان بینی به کار می‌رود. ماده فعال در بیشتر ضداحتقان‌ها سودوافدرین یا فنیل افرین است. این ترکیبات در واقع آگونیست‌های آلفا هستند که محلول رقیق آن‌ها (۰٫۱-۰٫۰۵ درصد) به صورت موضعی به کار می‌رود و باعث تنگ شدن موضعی رگ‌ها می‌شود. باید از کاربرد منظم این داروها در درازمدت خودداری کرد، چون باعث اختلال کارکرد مژک‌ها می‌شوند. به دنبال انقباض عروقی طولانی مدت ممکن است رینیت آتروفیک با آنوسمی بروز کند. این داروها ممکن است از بینی جذب شده و باعث بروز اثرات سیستمیک، بویژه تحریک دستگاه عصبی مرکزی و افزایش فشارخون می‌شوند. در افراد مبتلا به فشارخون بالا و کسانی که از داروهای مهارکننده MAO استفاده می‌کنند، مصرف این داروها باید با احتیاط صورت گیرد.

## فارماکولوژی
بیشتر داروهای ضداحتقان با تقویت اثر نوراپی نفرین (نورآدرنالین) و اپی نفرین (آدرنالین) یا با فعالیت آدرنرژیک از طریق تحریک گیرنده‌های آلفا آدرنرژیک عمل می‌کنند. این مسئله باعث تنگ شدن رگ‌های بینی، گلو و سینوس‌های اطراف بینی شده و بنابراین التهاب (تورم) و تولید موکوس کاهش میابد.

## درمان احتقان
- مايعات بنوشيد.
- آب و آب ميوه زياد بنوشيد تا مايع مخاطی ترشح شده در ريه‌ها را رقيق‌تر کنيد.
- بخار استنشاق کنيد. در حمام بنشينيد و آب داغ را باز کنيد تا بخار فضا را پر کند. اين کار تسکيني براي احتقان ناشي از عفونت است.
- هواي داغ و مرطوب براي خيلي‌ها خوب است، اما در برخي افراد احتقان با بخار بدتر مي‌شود. بايد آن را امتحان کنيد.
- چای بنوشيد. نوشيدن چيزهاي گرم به نرم‌کردن ترشحات کمک مي‌کند. مثلاً چاي با کمي عسل و ليمو ترش مفيد است. اين کار گلوي تحريک‌شده را نيز آرام مي‌کند.
- به‌علاوه، کافئين موجود در چای و قهوه به باز شدن راه‌های تنفسی کمک مي‌کند.
- شربت سينه بخوريد. شربت سينه‌های دارای گايفنزين خارج شدن مايع مخاطی جمع شده در ريه‌ها و سرفه‌کردن را آسان مي‌کند.
- ضدسرفه نخوريد. اگر احساس می‌کنيد ريه‌هايتان پر شده است و به زور نفس مي‌کشيد، داروی ضدسرفه را کنار بگذاريد. شما بايد سرفه کنيد تا مقداري از مواد داخل ريه تخليه شود.
- ناي را گشاد کنيد. اگر پزشک احتقان شما را ناشی از آسم تشخيص داد، افشانه يا قرص‌هائي براي گشادکردن ناي و تنفس راحت‌تر تجويز می ‌کند.
- اداي دکترها را در نياوريد. يکي از موارد بسيار بد خوددرماني استفاده از آنتي‌بيوتيک‌هاي مانده از درمان عفونت قبلي است. اين آنتي‌بيوتيک‌ها عامل عفوني را نسبت به خود مقاوم کرده‌‌اند. آخرين باري که دارو را خورده‌ايد، باکتري آن را جزئي از محيط تشخيص داده و حالتي دفاعي در برابر آن گرفته است. حالا بايد با آنتي‌بيوتيکي که باکتري منتظر آن نيست به جنگ آن برويد. اين آنتي‌بيوتيک را فقط بايد پزشک تجويز کند.
- دوره درمانی تجويز شده را حتماً تا آخر رعايت کنيد که معمولاً هفت تا ده روز است. اگر زودتر درمان را متوقف کنيد، حتي اگر احساس کنيد خوب شده‌ايد، باکتری ‌ها را ريشه‌کن نکرده و آنها را نسبت به اين آنتی ‌بيوتيک نيز مقاوم می ‌کنيد.

## ضداحتقان‌های رایج
- اِفِدرین
- لِوو متامفِتامین
- نفازولین
- بریمونیدین
- اوکسی متازولین
- فنیل افرین
- فنیل پروپانول آمین
- پروپیل هگزِدرین
- سینِفرین
- تتراهیدروزولین
- گزیلومتازولین
- پسودواِفِدرین
- ترامازولین

ضداحتقان‌هایی که کمتر استفاده می‌شوند یا دیگر به کار نمی‌روند:
- کافامینول
- سیکلوپنتامین
- اپی نفرین
- فنوکسازولین
- لِوونوردِفرین
- مِفِنتِرمین
- متی زولین
- نوراپی نفرین
- توآمینوهپتان
- تیمازولین